# Dean Bowditch
Pour les articles homonymes, voir Bowditch.
Dean Bowditch est un footballeur né le 15 juin 1986 à Bishop's Stortford, dans le Hertfordshire. Il joue actuellement pour Stowmarket Town.

## Biographie
Le 10 juin 2011, il quitte Yeovil Town . 
Le 23 juin 2017, il rejoint Northampton Town.
Le 31 janvier 2018, il est prêté à Stevenage.

## Distinction personnelle
Milton Keynes Dons
- League One
  - Meilleur joueur du mois : février 2012[2]